# 達爾文鎮區 (伊利諾伊州克拉克縣)
達爾文鎮區（英語：Darwin Township）是位於美國伊利諾伊州克拉克縣的一個行政鎮區。

## 地方資料
根據2010年美國人口普查的數據，達爾文鎮區的面積為71.40平方千米，當中陸地面積為70.30平方千米，而水域面積為0.90平方千米。當地共有人口335人，而人口密度為每平方千米4.69人。